# 福克斯通白马

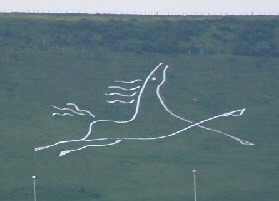
福克斯通白马

福克斯通白马（英語：Folkestone White Horse）是英国肯特郡福克斯通切里顿山上的大型山体图形，成一匹奔跑的白马的形状。福克斯通白马朝向英法海底隧道的英国端入口，在2003年6月制作完成。白马由一位本地艺术家 Charlie Newington 设计，造型的部分灵感来自于優芬頓白馬。